# David David
Pour les articles homonymes, voir David.
David David, né le 13 décembre 1981 à Nancy, est un artiste sculpteur et peintre contemporain français connu pour son personnage avec un seau de peinture renversé sur la tête, appelé aussi Tête dans l'Art.

## Biographie

### Parcours artistique
David David est un artiste autodidacte français né à Nancy, et plus précisément dans une banlieue à Jarville dit La Californie. C’est à l’âge de 10 ans que David découvre son attrait pour l’art, et fait ses premiers pas dans la sculpture et la peinture à Metz.
Connu pour ses personnages recouverts de seaux de peinture, David David utilise des techniques classiques pour composer des sculptures en résine et en bronze ainsi que des peintures à l'acrylique
Vivant et travaillant aujourd’hui à Cannes, ses oeuvres sont aussi exposées en Europe et à l’international.

### Évolution de l'artiste
C'est dans son atelier cannois qu'il développe la sculpture La tête dans l’art, un personnage reconnaissable par un seau de peinture renversé sur la tête, qu'il tient entre les mains. De cette première oeuvre, David David va se créer tout un univers.
C'est ainsi que Blind devient l'image de l’homme actuel en le mettant en scène avec un smartphone entre les mains. David DAVID envoie ses messages en multipliant ce personnage dans différentes situations de manière ironique et beaucoup d'autodérision
Blind devient au fil du temps le miroir de l’artiste, qui donne sa vision de ce que notre société de consommation voudrait invisible.
Sculpteur avant tout, les oeuvres de David David se découvre aussi au travers de sa peinture à l’acrylique et à l’huile.

## Marché de l'Art

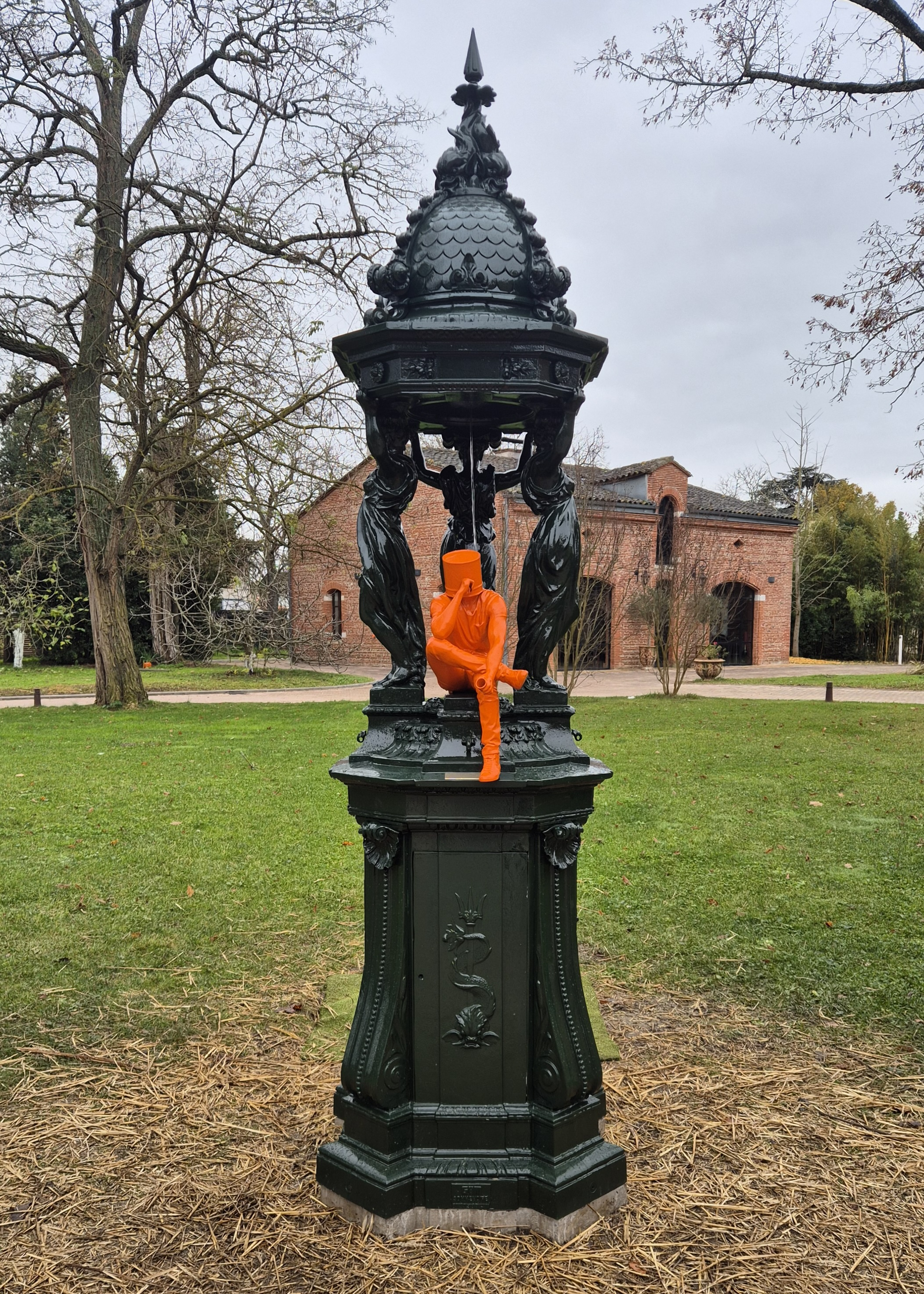
Revisite de la Fontaine Wallace par David David, en collaboration avec la fonderie GHM

### Acquisitions publiques

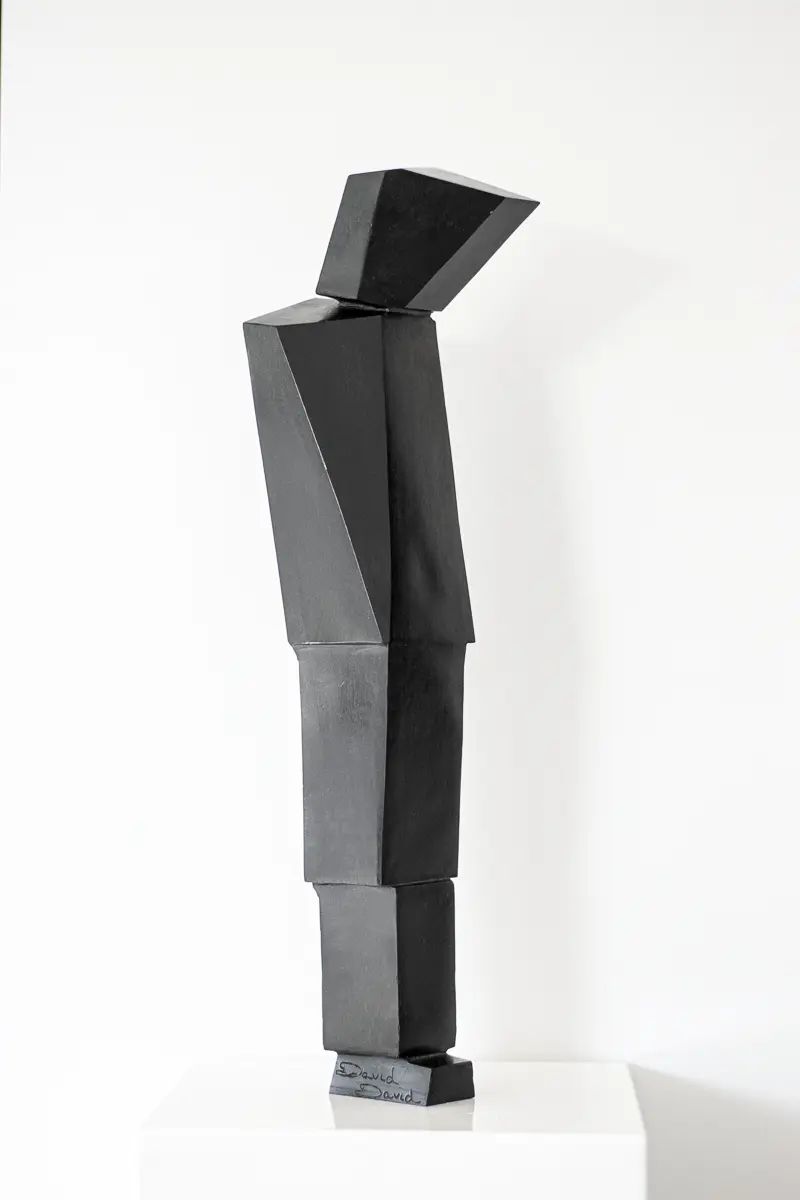
Black, sculpture en bronze de David David marque un tournant majeure de sa vision artistique

- 2023 - Acquisition de l'oeuvre Blind par la ville D'Antibes, installé au Port Vauban[7]

- 2023 - Acquisition de l'oeuvre Blind par l'aéroport de Nice Côte d'Azur, installé au Terminal 1[8]
- 2025 - Acquisition de l'oeuvre Release par la ville d'Antibes pour le Conservatoire de Musique et d’Art Dramatique d’Antibes
- 2025 - Acquisition de l'oeuvre Result par la ville de Toulouse[9],[10],[11]

### Patrimoine Français
- 2024 - Revisite de la Fontaine Wallace en collaboration avec l'entreprise GHM

### Collaborations et Installations
- 2014 - Les Vénus selon David DAVID - Exposition monumentale pour la ville du Cannet[12]
- 2017 - Customisation du train touristique de la ville de Cannes[13]
- 2017 - Collaboration avec Hermes - Sac à main Hermès Summer Collection[14]
- 2019 - Collaboration avec la ville d'Antibes - Exposition à ciel ouvert à Antibes[15]
- 2020 - Collaboration avec l'hôtel Five Seas à Cannes[16]
- 2021 - Arty Roof by David DAVID with Five Seas Cannes[17]
- 2022 - Partenariat avec Mercedes - Pop-Up Mercedes BYmyCAR à Saint-Laurent-Du-Var[18]
- 2023 - Partenariat avec la ville de Sainte Maxime - Exposition monumentale à ciel ouvert[19],[20]
- 2023 - Installation à l'hôtel Five Seas à Cannes[17]
- 2024 - Partenariat avec Mercedes - Création d'un trophée[18]
- 2025 - Installation au Relais & Châteaux Le Mas de Pierre à Saint-Paul de Vence
- 2025 - Installation à l'hôtel Five Seas à Cannes -  Exposition In The Sky
- 2025 - Installation au Relais & Châteaux La Chèvre d'Or[21],[22],[23] à Èze
- 2025 - Installation au Golf Old Course de Cannes Mandelieu

### Expositions marquantes
- 2013 - Biennale de Palerme
- 2013 - Biennale de Florence
- 2014 - Showroom Mercedes Cannes
- 2014 - Les Vénus selon David DAVID - Esposition monumentale pour la ville du Cannet[12]
- 2015 - Le Montaigne solo show Cannes
- 2015 - Les Thermes Marins Monaco
- 2015 - Festival du court métrage à Cannes
- 2016 - Sous le toit du Centre Pompidou de Metz
- 2016 - Art Home Bruxelles
- 2017 - Monumentales with Bagatelle Saint Tropez
- 2017 - Banque Barclay’s Monaco
- 2018 - Invité d’honneur pour Constellations œuvres monumentales avec la ville de Metz[24]
- 2019 - Exposition à ciel ouvert à Antibes[15]
- 2020 - Summer Arty Roof by David DAVID with Five seas Cannes[25],[26]
- 2021 - L’industrie Magnifique - Libère ton énergie - Strasbourg[27],[28]
- 2023 - Exposition monumentale dans les rues de Sainte Maxime[19],[20]
- 2024 - Exposition permanente à la Galerie Degreze à Cannes[29]
- 2024 - Exposition monumentale 'Seek' au terminal 2 de l'aéroport de Nice[30]
- 2024 - Exposition au Art Miami Context[31]